# Erin Sanders
Pour les articles homonymes, voir Sanders.
Erin Zariah Sanders née le 19 janvier 1991 à Santa Monica en Californie est une actrice américaine. 
Elle est principalement connue pour ses rôles de Quinn Pensky dans la série Zoé, et de Camille Roberts dans Big Time Rush.

## Biographie
Erin Sanders est née en Californie, à Santa Monica.
Elle a commencé sa carrière d'actrice à l'âge de 9 ans après avoir été repérée par un agent. 

Elle fait par la suite des apparitions dans de nombreuses séries telles que Mad Men, Les Experts : Miami et Castle. Mais elle obtient ses plus grands rôles dans les séries créées par Nickelodeon: Zoé et Big Time Rush.

### Zoé
Dans cette série, Erin Sanders joue le rôle de Quinn Pensky, une pensionnaire du Pacific Coast Academy. Son personnage est celui d'une jeune fille très intelligente mais extravagante, toujours en train de mener des expériences étranges, et qui devient amie avec le personnage principal: Zoé (Jamie Lynn Spears).

### Big Time Rush
Erin joue Camille Roberts, une jeune fille qui souhaite devenir actrice et qui réside aux Palmwoods, résidence du groupe Big Time Rush. Elle prépare généralement ses auditions en surgissant à l'improviste auprès de l'un ou l'autre des membres du groupe et en récitant son script. Elle se lie d'amitié avec les quatre garçons et plus particulièrement avec Logan (Logan Henderson).

## Filmographie
| Film           | Film                              | Film                  | Film |
| Année          | Film                              | Rôle                  |      |
| -------------- | --------------------------------- | --------------------- | ---- |
| 2001           | Art of Love                       | Jeune Veronica        |      |
| 2002           | Never Never                       | Petite fille          |      |
| 2004           | Slightly Thicker Than Water       | Petite fille au dîner |      |
| 2008           | Zoey 101: Behind the Scenes       | Quinn Pensky          |      |
| 2010           | Big Time Christmas                | Camille Roberts       |      |
| 2011           | Big Time Beach Party              | Camille Robets        |      |
| 2012           | Model Minority                    | Josie                 |      |
| Télévision     |                                   |                       |      |
| Année          | Titre                             | Rôle                  |      |
| 2002           | Apple Valley Knights              | Molly Knight          |      |
| 2002           | Mes plus belles années            | Jenny McMullen        |      |
| 2003           | Amy                               | Janice Witherspoon    |      |
| 2003           | La Caravane de l'étrange          | Irina                 |      |
| 2003           | La Vie avant tout                 | Paige Jackson         |      |
| 2005           | Touche pas à mes filles           | Riley                 |      |
| 2005–2008      | Zoé                               | Quinn Pensky          |      |
| 2008           | Les Feux de l'amour               | Eden Gerick           |      |
| 2008           | Ugly Betty                        | Bitchy Captain        |      |
| 2009           | Castle                            | Rosie Freeman         |      |
| 2009           | Mad Men                           | Sandy                 |      |
| 2009           | Weeds                             | Danielle/Pinky        |      |
| 2009-2013      | Big Time Rush                     | Camille Roberts       |      |
| 2010           | Mentalist                         | Isabel Seberg         |      |
| 2011           | Les Experts : Miami               | Megan Wells           |      |
| 2012           | The Fresh Beat Band               | Princess              |      |
| 2012           | Paire de rois                     | Nannie                |      |
| 2014           | L'Écho du mensonge (Guilty at 17) | Traci Scott           |      |
| Clips Musicaux |                                   |                       |      |
| Année          | Chanson                           | Artiste               |      |
| 2010           | City Is Ours                      | Big Time Rush         |      |
| 2010           | Boyfriend                         | Big Time Rush         |      |